# دانيال ليوديونا
دانيال ليوديونا (بالإسبانية: Daniel Ulises Ludueña)‏ هو لاعب كرة قدم أرجنتيني في مركز الوسط، ولد في 27 يوليو 1982 في قرطبة في الأرجنتين. لعب مع ريفر بليت وسانتوس لاغونا ونادي أونيفرسيداد ناسيونال ونادي باتشوكا ونادي تيكوس.

## وصلات خارجية
- دانيال ليوديونا على موقع قاعدة بيانات كرة القدم.إي يو (الإنجليزية)
- دانيال ليوديونا على موقع Soccerway.com (الإنجليزية)